# Beriozchi, Anenii Noi
Beriozchi este un sat din componența orașului Anenii Noi din raionul Anenii Noi, Republica Moldova.

## Demografie

### Structura etnică
Conform recensământului din 2004, populația numără 647 de oameni, dintre care 316 bărbați și 331 femei. Repartizarea naționalităților este următoarea:
| Grup etnic                    | Populație | % Procentaj |
| ----------------------------- | --------- | ----------- |
| Băștinași declarați Moldoveni | 269       | 41,58%      |
| Ucraineni                     | 233       | 36,01%      |
| Ruși                          | 108       | 16,69%      |
| Bulgari                       | 19        | 2,94%       |
| Găgăuzi                       | 2         | 0,31%       |
| Polonezi                      | 1         | 0,15%       |
| Alții                         | 15        | 2,32%       |
| Total                         | 647       |             |

## Personalități

### Născuți în Beriozchi
- Victor Cușnirenco (n. 1949), critic literar-pușkinist, istoric literar, scriitor, publicist, jurnalist și editor sovietic și moldovean